# Neotam
Neotam ist ein Süßstoff, der aus Aspartam und 3,3-Dimethylbutyraldehyd synthetisiert wird. Seine Süßkraft ist ca. 7.000–13.000 mal stärker als die von Saccharose. Weiterhin hat sich in verschiedenen Produkten eine geschmacksverstärkende Wirkung gezeigt. Neotam ist bei Erhitzung im neutralen pH-Bereich stabiler als Aspartam. Neotam zeigt in klinischen Studien keinen Einfluss auf Blutzucker- und Insulin-Plasmakonzentrationen und kann damit unter bestimmten Umständen und unter Berücksichtigung begrenzter Dosierungen auch für diätetische und Diabetiker-Nahrung verwendet werden. Patienten, die unter Phenylketonurie leiden, haben ebenso wenig negative Auswirkungen zu befürchten, da Neotam aufgrund seiner hohen Süßkraft nur in sehr geringen Mengen verwendet wird. Dementsprechend minimal sind die Mengen von Phenylalanin, die bei dessen Hydrolyse freigesetzt werden. Dieser Süßstoff ist in Australien und Neuseeland seit 2001 sowie in USA und Mexiko zugelassen. Seit 20. Januar 2010 ist Neotam auch in der EU zugelassen (per Richtlinie 2009/163/EG). Die Europäische Behörde für Lebensmittelsicherheit (EFSA) hat die Sicherheit von Neotam begutachtet und dazu ein Gutachten abgegeben. Die EFSA kommt darin zu dem Schluss, dass Neotam als Süßungsmittel und Geschmacksverstärker in Lebensmitteln unbedenklich ist. Als akzeptable tägliche Aufnahmemenge (ADI) legt die Behörde 0 bis 2 Milligramm pro Kilogramm Körpergewicht und Tag fest. Das Süßungsmittel trägt die E-Nummer E 961.

## Synthese
Neotam kann durch eine reduktive Aminierung synthetisiert werden. Dabei bildet Aspartam mit 3,3-Dimethylbutyraldehyd ein Imin, welches mit Wasserstoff an einem Palladium-Kontakt reduziert wird. Neotam kann so in ca. 65 % Ausbeute erhalten werden.